# Yeti Airlines
You Come First
Yeti Airlines est une compagnie aérienne népalaise, créée en 1998. Elle dessert dix destinations au Népal à l'aide de sept avions. Avec sa filiale Tara Air, le groupe forme le plus gros opérateur domestique au Népal. La compagnie figure sur la liste des compagnies aériennes interdites d'exploitation dans l'Union européenne.

## Histoire
Yeti Airlines a été créée en mai 1998 et a reçu son certificat de transporteur aérien le 17 août 1998. À ses débuts, la compagnie ne possédait que 2 DHC-6 Twin Otter.
Le groupe possède 60 % de parts de marché dans les liaisons domestiques népalaises en janvier 2008. Alors que Tara Air se concentre sur les petits aéroports de montagnes, Yeti Airlines relie les aéroports régionaux.

## Destinations
Yeti Airlines offre des vols réguliers vers les destinations suivantes :
| Destination | Code (IATA) | Airport                          | Notes |
| ----------- | ----------- | -------------------------------- | ----- |
| Katmandou   | (KTM)       | Aéroport international Tribhuvan | (Hub) |
| Bhadrapur   | (BDP)       | Aéroport de Bhadrapur            |       |
| Bhairahawa  | (BWA)       | Aéroport de Gautam Buddha        |       |
| Bhâratpur   | (BHR)       | Aéroport de Bhâratpur            |       |
| Biratnagar  | (BIR)       | Aéroport de Biratnagar           |       |
| Dhangadhi   | (DHI)       | Aéroport de Dhangadhi            |       |
| Janakpur    | (JKR)       | Aéroport de Janakpur             |       |
| Nepalgunj   | (KEP)       | Aéroport de Nepalgunj            |       |
| Pokhara     | (PKR)       | Aéroport de Pokhara              |       |
| Tumlingtar  | (TMI)       | Aéroport de Tumlingtar           |       |

Yeti Airlines opère aussi le vol d'une heure appelé Everest Express, vol touristique autour des montagnes himalayennes.

## Flotte

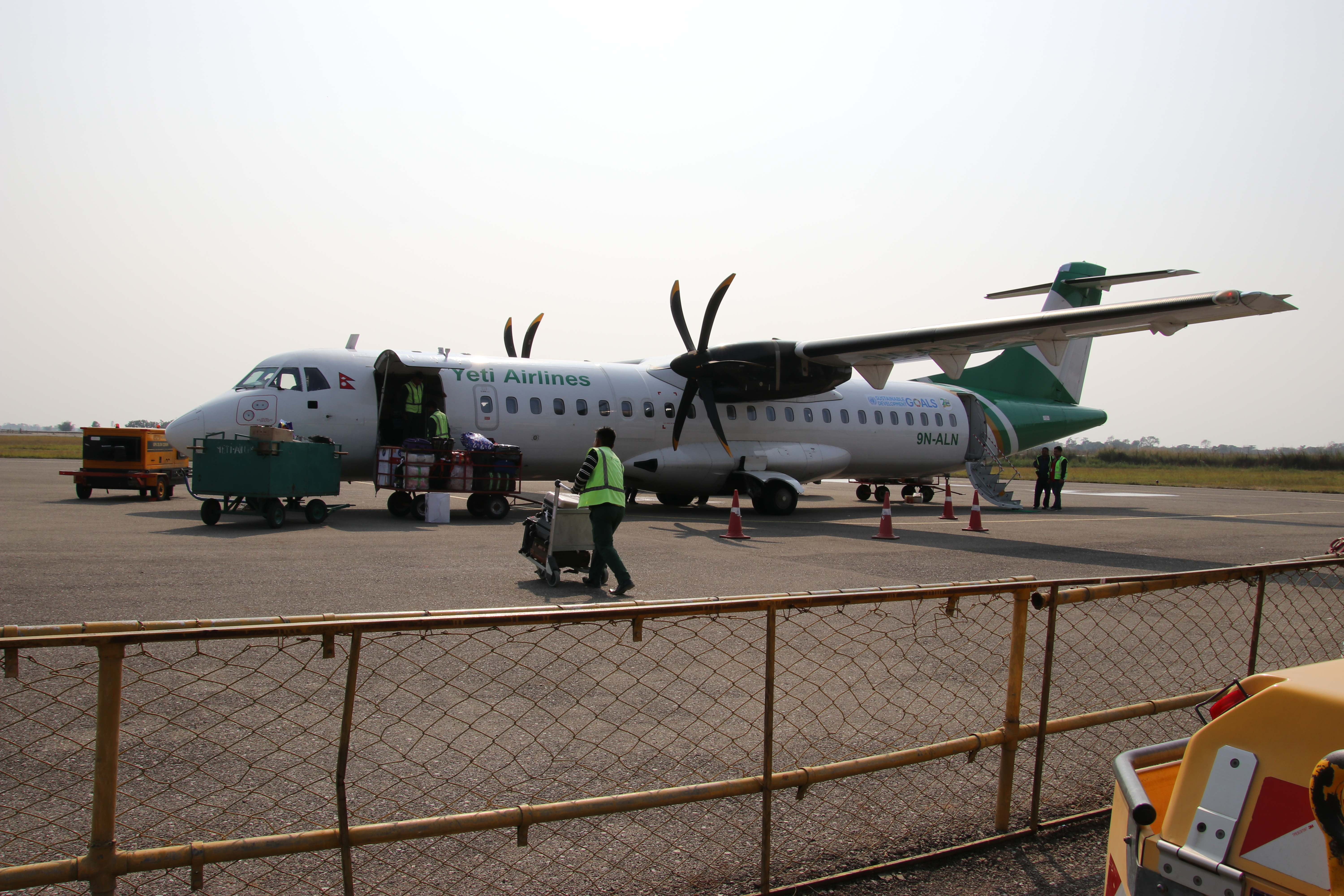
Un ATR 72-500 de la Yeti Airlines, ici à l'aéroport de Gautam Buddha.

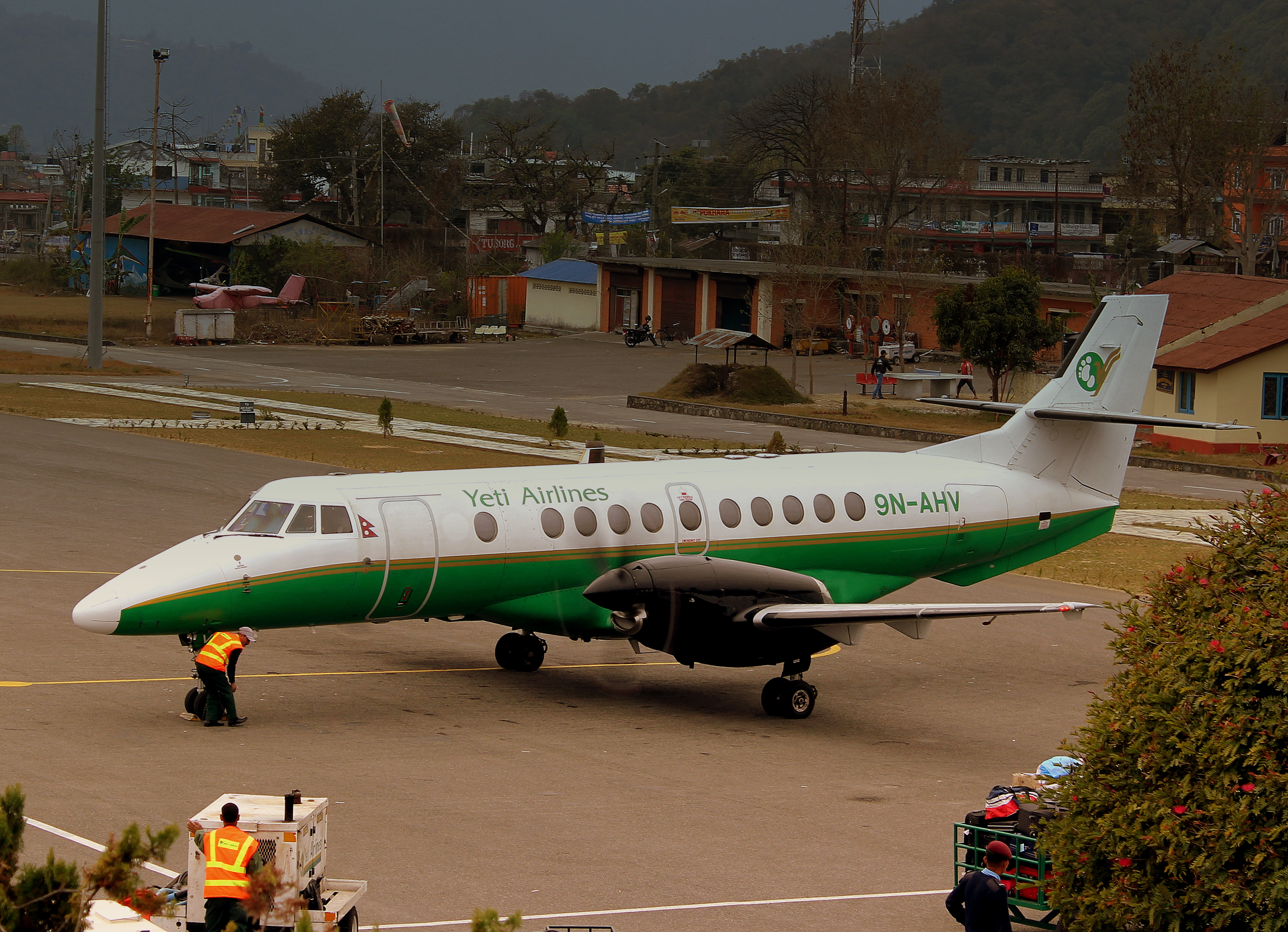
Un ancien BAe Jetstream 41 de la Yeti Airlines, ici en 2013.

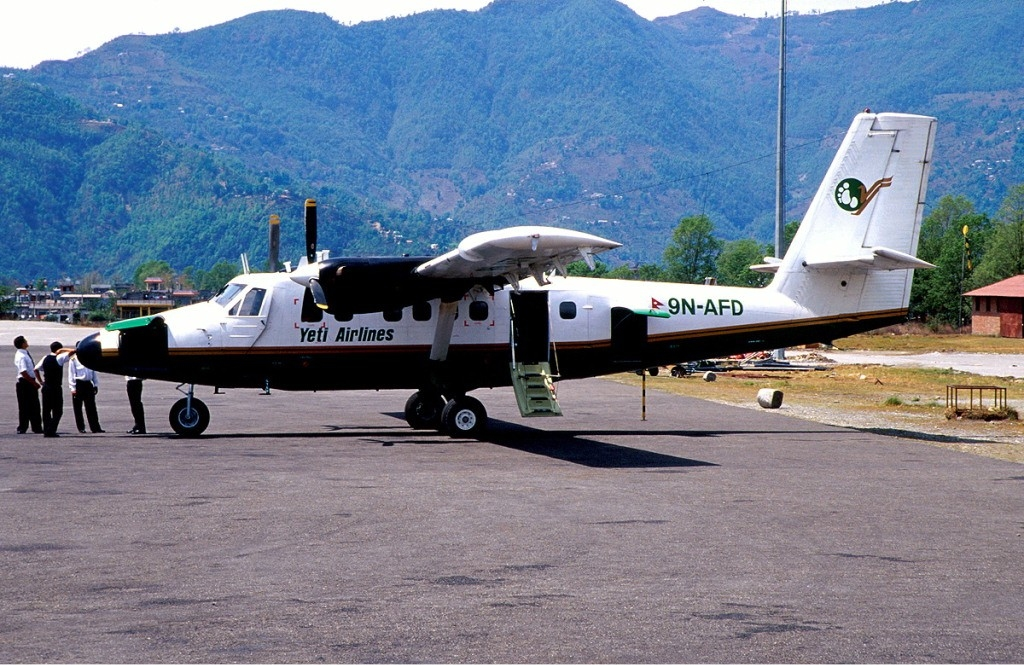
Un ancien DHC-6 Twin Otter de la Yeti Airlines, ici en 2001.

## Accidents
- Le 25 mai 2004, un DHC-6 Twin Otter de la compagnie effectuant un vol cargo s'est écrasé à l'approche de l'aéroport de Lukla, tuant les trois membres d'équipage.
- Le 21 juin 2006, un DHC-6 Twin Otter a été détruit dans une rizière à l'approche de l'aéroport de Jumla, tuant les 6 passagers ainsi que les trois membres d'équipage.
- Le 8 octobre 2008, gêné par le brouillard, un DHC-6-300 Twin Otter effectuant le vol Yeti Airlines 103 s'est écrasé à quelques mètres de la piste de l'aéroport de Lukla. Sur 19 personnes à bord, seul le commandant de bord a survécu[1].
- Le 15 janvier 2023, le vol Yeti Airlines 691, un ATR 72-500 venant de Katmandu avec 72 personnes à bord s’est écrasé entre l’ancien et le nouvel aéroport de Pokhara au centre du Népal. On ne compte aucun survivant.